# Vatierville
 Vatierville  es una población y comuna francesa, en la región de Alta Normandía, departamento de Sena Marítimo, en el distrito de Dieppe y cantón de Neufchâtel-en-Bray.

## Demografía
| 134 | 128 | 128 | 112 | 95 | 105 |
| Para los censos de 1962 a 1999 la población legal corresponde a la población sin duplicidades (Fuente: INSEE [Consultar]) |     |     |     |    |     |